# Kameyama (miasto)
Kameyama (jap. 亀山市 Kameyama-shi) – miasto w Japonii, w środkowej części wyspy Honsiu, nad zatoką Ise (Ocean Spokojny).

## Położenie
Miasto leży w północnej części prefektury Mie. Sąsiaduje z Suzuką, Tsu i Igą w Mie, a także z Kōką w prefekturze Shiga.

## Miasta partnerskie
- Japonia: Gose, Habikino (1998)